# Adzvistavi
Adzvistavi (en georgiano: აძვისთავი) o Adzisar (en osetio: Адзысæр) es una aldea que pertenece a la parcialmente reconocida República de Osetia del Sur, parte del distrito de Tsjinval, aunque de iure pertenece al municipio de Eredvi de la región de Iberia Interior de Georgia.

## Geografía
Adzvistavi se encuentra a orillas del río Adzuri, a 20 kilómetros de Tsjinvali.  

## Historia
Tras la guerra de Osetia del Sur de 1991-1992, los osetios lograron controlar el pueblo y desde 2006, forma parte del municipio de Eredvi en la legislación georgiana. En la guerra ruso-georgiana de 2008, las tropas georgianas atacaron y ocuparon la aldea el 8 de agosto, y la abandonaron prácticamente sin oponer resistencia el 10 de ese mismo mes, pasando a seguir bajo el control de la República de Osetia del Sur.

## Demografía
La evolución demográfica de Adzvistavi entre 1923 y 2015 fue la siguiente:
| 114                                                      | 205 | 188 | 179 | 167 | 149 | 23 |
| (Fuente: Population of South Ossetia since Soviet times) |     |     |     |     |     |    |

Según el censo soviético de 1959, la mayoría de la población local eran osetios. En los distintos censos, la composición étnica del pueblo era la siguiente:
|              | 1989      | 1989       |
| Grupo étnico | Población | Porcentaje |
| ------------ | --------- | ---------- |
| Georgianos   | 0         | 0%         |
| Osetios      | 149       | 100%       |
| Total        | 149       | 100%       |

## Infraestructura

### Arquitectura, monumentos y lugares de interés
Entre los monumentos arquitectónicos destacan la iglesia de San Jorge y la torre de Adzivistavi.